# 柳田敏雄
柳田 敏雄（やなぎだ としお、1946年10月10日 - ）は、日本の物理学者（生物物理学）。学位は工学博士（大阪大学・1976年）。大阪大学栄誉教授、同名誉教授。文化功労者。日本学士院会員。勲等は瑞宝重光章。
株式会社村田製作所での勤務を経て、大阪大学工学部教務職員、大阪大学基礎工学部教授、大阪大学医学部教授、大阪大学大学院生命機能研究科研究科長、大阪大学大学院生命機能研究科教授、大阪大学免疫学フロンティア研究センター副拠点長、独立行政法人理化学研究所神戸研究所生命システム研究センターセンター長、独立行政法人情報通信研究機構脳情報通信融合研究センターセンター長、独立行政法人理化学研究所神戸研究所多細胞システム形成研究センターセンター長代行などを歴任した。

## 来歴

### 生い立ち
1946年10月10日生まれ、兵庫県出身。大阪大学に進学し、大沢文夫の直弟子となる。

### 研究者として
生物物理学を専攻し、蛍光顕微鏡やレーザートラップ顕微鏡などを用いた一分子計測の先駆者である。大阪大学にて工学部、基礎工学部、医学部、大学院生命機能研究科などで教鞭を執った。大阪大学退職後は、理化学研究所の神戸研究所にて生命システム研究センターのセンター長に就任した。また、情報通信研究機構にて脳情報通信融合研究センターのセンター長にも就任した。また、学術団体としては、日本生物物理学会に所属し、会長にも就任した。

## 人物

### 柳田の言葉
1. 「ふらふらしている人がいい仕事をする」[3]

## 略歴
- 1965年 兵庫県立柏原高等学校 卒業[4]
- 1969年 大阪大学基礎工学部電気工学科卒業
- 1971年3月 大阪大学大学院基礎工学研究科電気工学系専攻修士課程修了
- 1971年4月 株式会社村田製作所 入社
- 1974年3月 大阪大学大学院基礎工学研究科生物工学系専攻博士課程中退（のちに修了）
- 1974年4月 文部技官採用、大阪大学工学部生物工学科教務職員
- 1976年4月 工学博士（大阪大学）。学位論文の題は「カルシウムイオンによる横紋筋の細いフィラメントの構造変化」[5]。
- 1987年 文部教官採用、大阪大学基礎工学部生物工学科助教授
- 1988年 大阪大学基礎工学部生物工学科教授
- 1996年 大阪大学医学部医学科第一生理学講座教授
- 2002年 - 2004年 大阪大学大学院生命機能研究科研究科長、日本生物物理学会会長
- 2002年 大阪大学大学院生命機能研究科ナノ生体科学講座教授 兼 大阪大学大学院医学研究科教授
- 2007年 大阪大学免疫学フロンティア研究センター副拠点長
- 2008年 独立行政法人情報通信研究機構プログラムコーディネーター
- 2009年 独立行政法人理化学研究所特任顧問
- 2010年 大阪大学定年退職、大阪大学名誉教授、大阪大学大学院生命機能研究科特別研究推進講座特任教授
- 2011年 独立行政法人理化学研究所神戸研究所生命システム研究センターセンター長、同細胞動態計測研究グループグループディレクター、独立行政法人理化学研究所HPCI計算生命科学推進プログラムプログラムディレクター、独立行政法人情報通信研究機構/大阪大学脳情報通信融合研究センターセンター長
- 2014年 独立行政法人理化学研究所神戸研究所多細胞システム形成研究センター（CDB）センター長代行

## 賞歴
- 1989年 大阪科学賞（大阪）[6]
- 1994年 内藤記念科学振興賞 （内藤記念科学振興財団）[6]
- 1998年 学士院賞・恩賜賞[6]
- 1999年 朝日賞 (1998年度)[6]
- 2010年 The US Genomic Award for Outstanding Investigator in the Field of Single Molecule Fluorescence Microscopy[6]

## 栄典
- 2013年11月 文化功労者[7]
- 2019年11月 瑞宝重光章[8][9]
- 2020年 日本学士員会員